# Val Vibrata
La Val Vibrata è una valle italiana in provincia di Teramo, nella regione Abruzzo.

## Geografia fisica

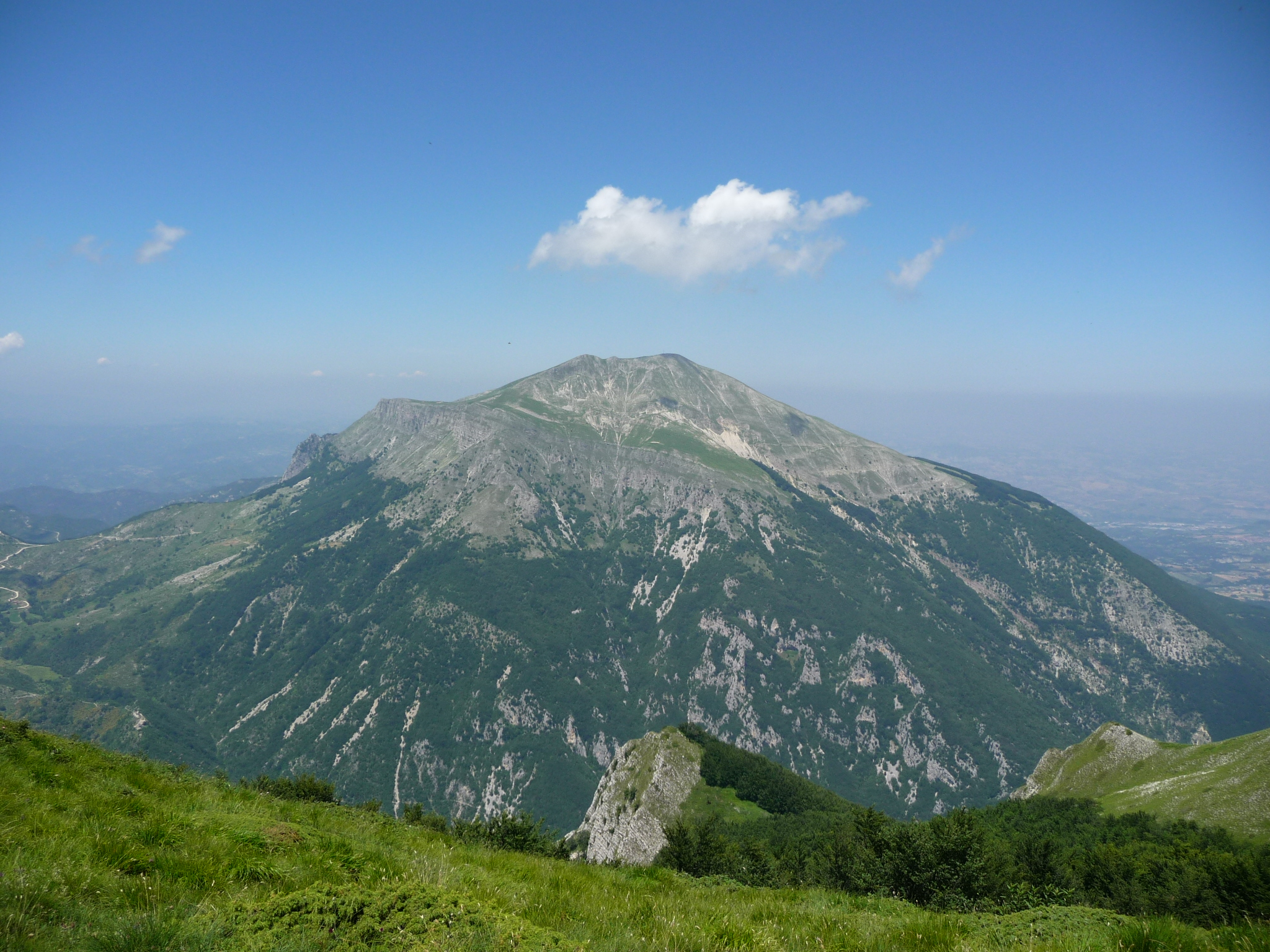
Il Monte Girella

La valle ricopre una superficie di 270,73 km² ed è situata nell'estrema area settentrionale dell'Abruzzo. Si estende lungo una vallata percorsa dal torrente Vibrata fino al confine con la regione Marche. Oltre che dal Vibrata è attraversata anche dai fiumi Salinello e Tronto confinando con le rispettive valli che prendono il nome da due corsi d'acqua, quali: Valle del Salinello e Valle del Tronto.
Il suo territorio ha caratteristiche principalmente collinari alternate a zone pianeggianti che risultano punteggiate da numerosi piccoli centri. Le località balneari sull'Adriatico: Tortoreto, Alba Adriatica e Martinsicuro hanno avuto il riconoscimento della Bandiera Blu nell'anno 2012.
La classificazione sismica varia per zona. Sul litorale è una zona 3, al centro è zona 2.

Premio Bandiera Blu, edizione 2012

### Amministrazione
I dodici comuni che rientrano nel territorio della Val Vibrata fanno parte unione dei comuni Città Territorio-Val Vibrata. 
| Comune                   | Popolazione (residenti al 28-2-2015) | Superficie (km²) | Stemma |
| ------------------------ | ------------------------------------ | ---------------- | ------ |
| Alba Adriatica           | 12.345                               | 9,6              |        |
| Ancarano                 | 1.875                                | 13,92            |        |
| Civitella del Tronto     | 5.187                                | 77,74            |        |
| Colonnella               | 3.722                                | 21,63            |        |
| Controguerra             | 2.438                                | 22,82            |        |
| Corropoli                | 5.036                                | 22,11            |        |
| Martinsicuro             | 16.154                               | 14,66            |        |
| Nereto                   | 5.264                                | 7,01             |        |
| Sant'Egidio alla Vibrata | 9.780                                | 18,36            |        |
| Sant'Omero               | 5.353                                | 34,2             |        |
| Torano Nuovo             | 1.620                                | 10,22            |        |
| Tortoreto                | 11.500                               | 22,97            |        |

### Clima e temperatura
Il clima della Val Vibrata varia a seconda delle caratteristiche delle diverse zone, ma in generale lo si può considerare di tipo mediterraneo nell'area costiera e nell'immediato entroterra, e submontano e montano nelle aree più elevate. L'indice di precipitazioni aumenta a partire dall'area litoranea, dove non si superano i 700 mm circa, verso l'entroterra, dove si oltrepassa il metro.
La tabella sottostante indica la media trentennale, dal 1961 al 1990, delle temperature nel territorio a centro valle, che oscillano tra i 6-7 gradi di gennaio e i 24-25 di luglio-agosto.
| CENTRO VALLE       | Mesi | Mesi | Mesi | Mesi | Mesi | Mesi | Mesi | Mesi | Mesi | Mesi | Mesi | Mesi | Stagioni | Stagioni | Stagioni | Stagioni | Anno |
| CENTRO VALLE       | Gen  | Feb  | Mar  | Apr  | Mag  | Giu  | Lug  | Ago  | Set  | Ott  | Nov  | Dic  | Inv      | Pri      | Est      | Aut      | Anno |
| ------------------ | ---- | ---- | ---- | ---- | ---- | ---- | ---- | ---- | ---- | ---- | ---- | ---- | -------- | -------- | -------- | -------- | ---- |
| T. max. media (°C) | 9,8  | 11,3 | 14,3 | 18,5 | 23,1 | 27,3 | 30,4 | 30,3 | 26,6 | 21,0 | 15,2 | 12,0 | 11,0     | 18,6     | 29,3     | 20,9     | 20,0 |
| T. min. media (°C) | 3,5  | 3,7  | 6,2  | 9,3  | 13,0 | 16,9 | 19,4 | 19,5 | 16,7 | 12,5 | 8,5  | 5,5  | 4,2      | 9,5      | 18,6     | 12,6     | 11,2 |

## Storia

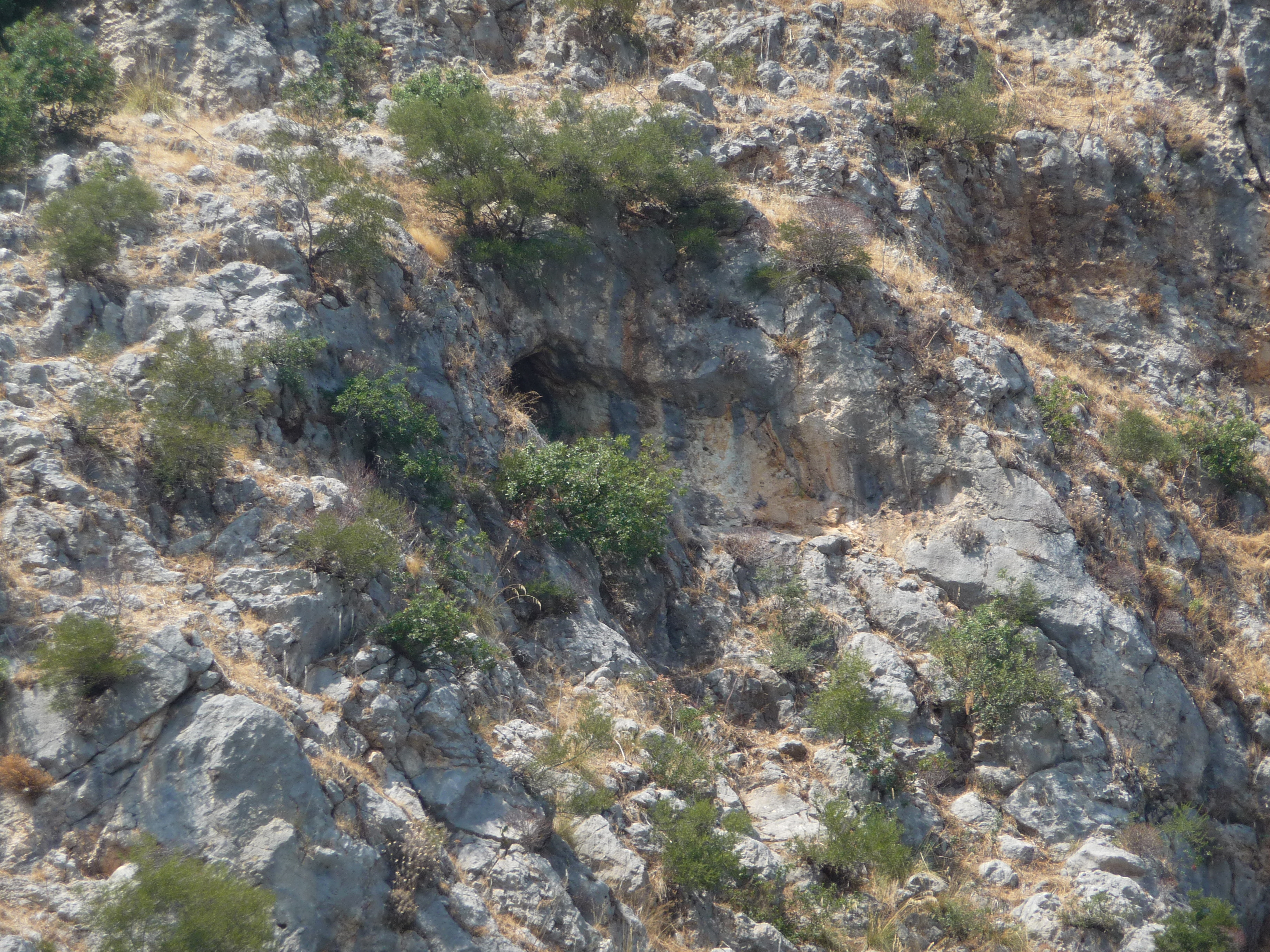
Grotta di Sant'Angelo a Ripe di Civitella del Tronto.

Diverse testimonianze comprovano che la valle ha ospitato insediamenti umani già dalla preistoria come il ritrovamento di pietre lavorate del neolitico nella Grotta di Sant'Angelo a Ripe.
Dalla nascita del Regno Normanno fino al termine del periodo Borbonico, la valle ha rappresentato l'estremo nord dell'Italia meridionale ed il suo territorio è stato per lungo tempo conteso tra il Regno delle due Sicilie e lo Stato Pontificio. Soprattutto Nereto ed Ancarano furono per molti anni esclusi dal territorio abruzzese, cadendo rispettivamente nei feudi del senato ascolano e del Vescovo di Ascoli.

### Toponimo
Vi sono varie ipotesi sull'origine del toponimo Val Vibrata. Secondo alcuni, Vibrata deriva da «biberata», termine che sta a indicare una terra irrigua. Secondo altri dalla parola «Ubrata», così come è chiamato in dialetto locale il torrente, riferita alla temporanea presenza del popolo Umbro nella valle.

## Monumenti e luoghi d'interesse
Nella Val Vibrata vi sono numerosi centri di interesse storico-artistico, tra i più noti e rappresentativi del territorio, tutti consultabili anche sulla guida ufficiale della Val Vibrata (Welcome Val Vibrata Archiviato il 13 novembre 2022 in Internet Archive.):
- Fortezza di Civitella del Tronto - Opera fortificata tra le maggiori dell'Italia meridionale che ospita il Museo Storico delle Armi e delle Mappe della Fortezza di Civitella del Tronto.
- Torre della Vibrata - Una delle torri più antiche ed appartenuta al Regno di Napoli;
- Torre di Carlo V - Conosciuta anche come Torre di Martinsicuro, sede del Museo Archeologico;
- Abbazia di Santa Maria di Montesanto - Appartenuta all'Ordine benedettino e annoverata le più importanti d'Abruzzo nei tempi passati.
- Museo della Civiltà Contadina in Val Vibrata - Esposizione di oggetti del passato, utilizzati in agricoltura provenienti dalla Val Vibrata e dalla Valle del Tronto, si trova a Controguerra;
- Museo di Arte Sacra a Torano Nuovo;

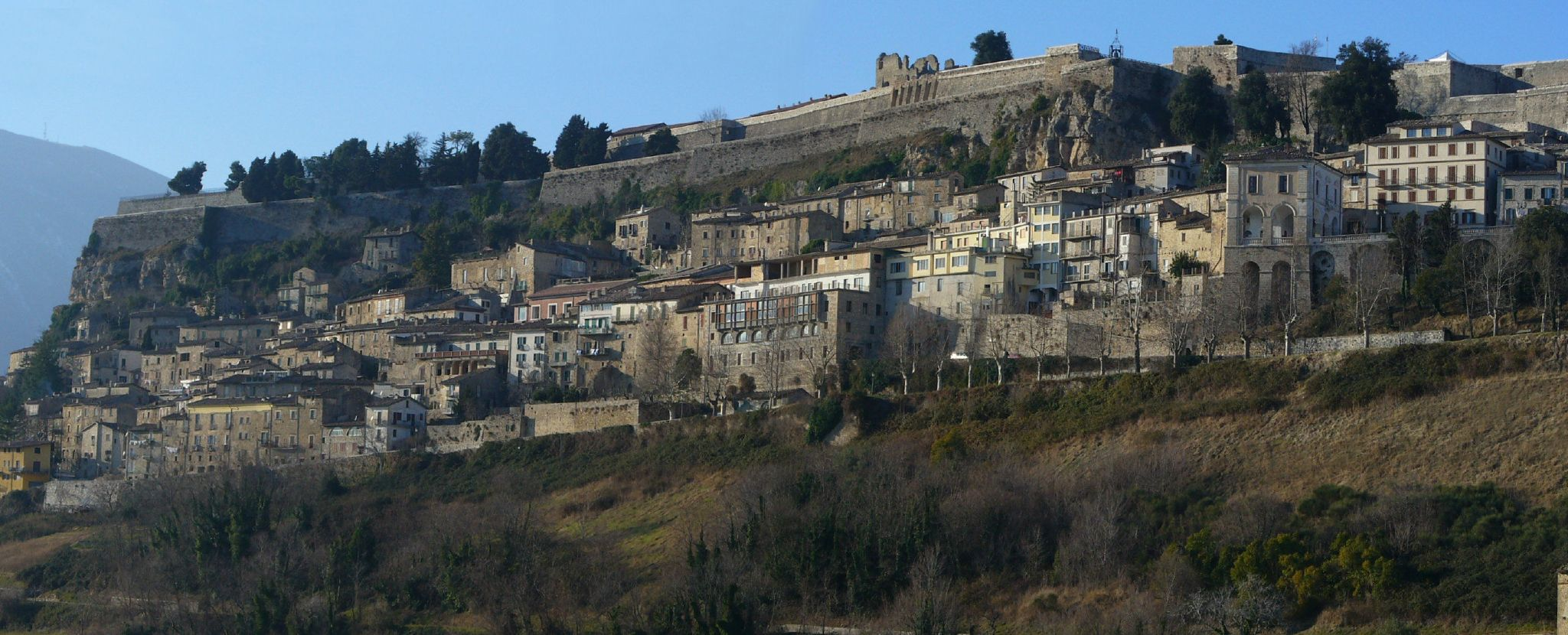
Fortezza di Civitella del Tronto.
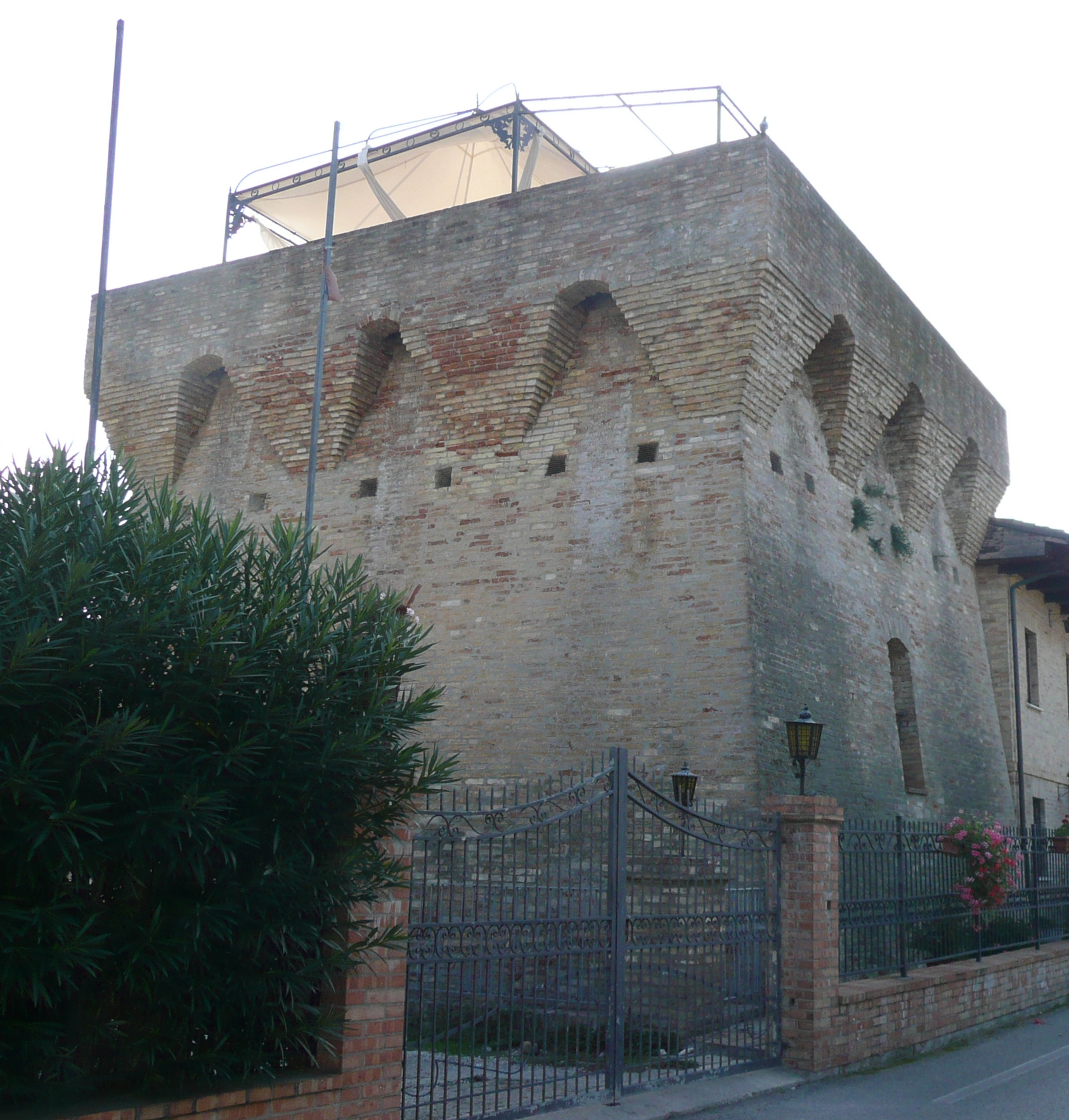
Torre della Vibrata.
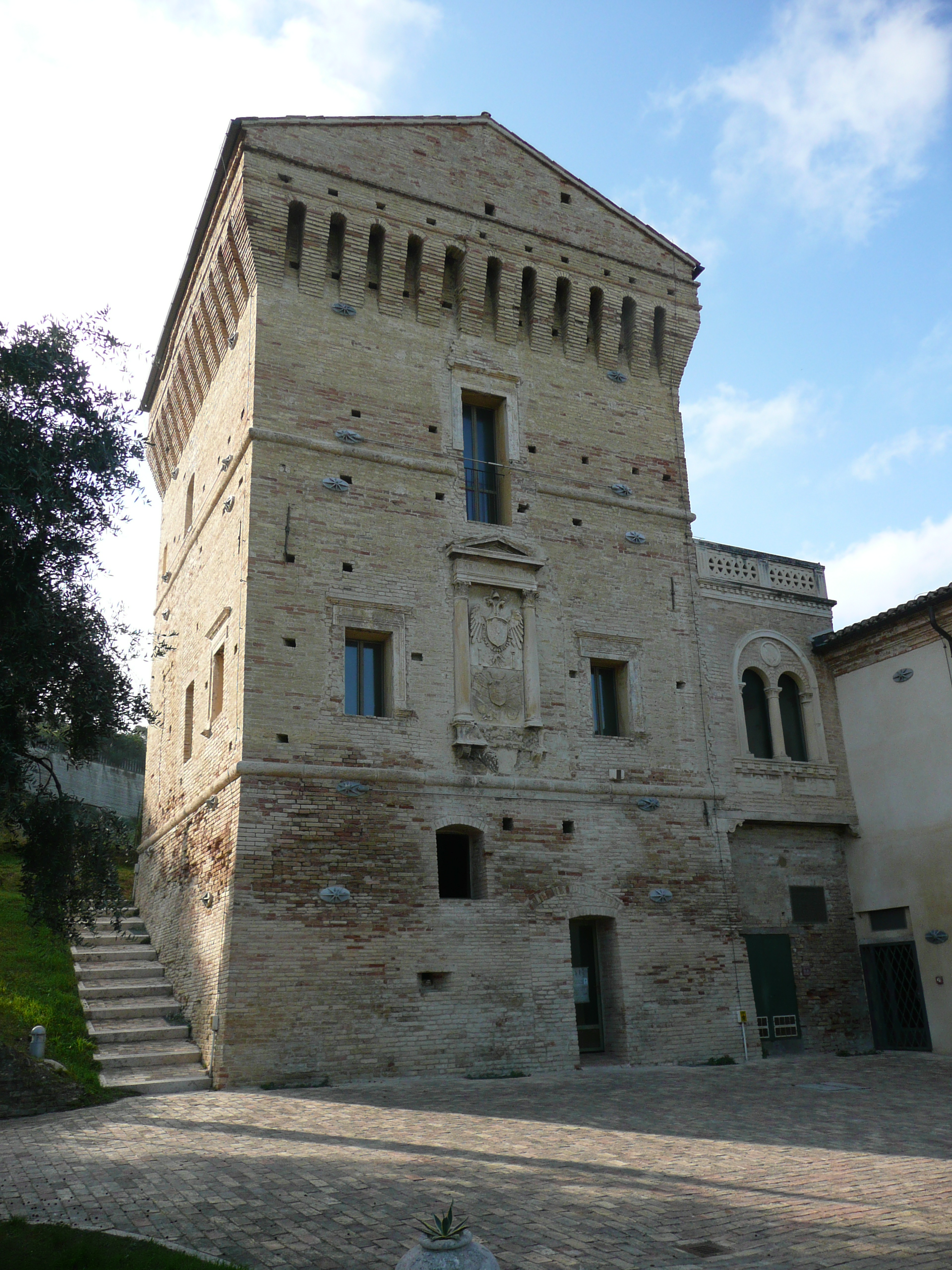
Torre di Carlo V.

### Case di terra

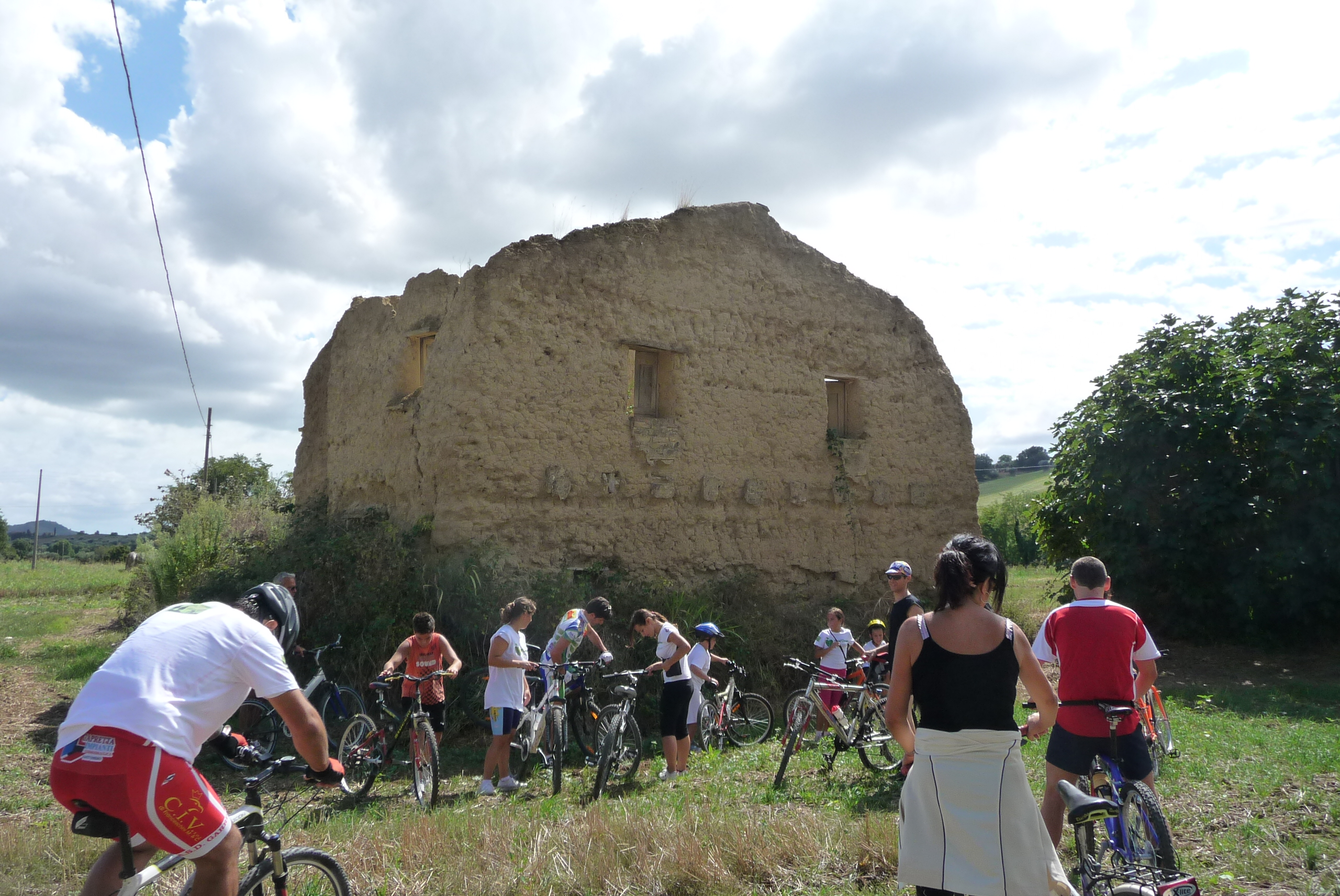
Casa di terra a Sant'Omero.

Le case di terra sono antiche abitazioni caratteristiche della Val Vibrata come anche di altre zone dell'Abruzzo, in uso fino agli anni sessanta, costituite da massoni, cioè grandi zolle ricavate da un impasto di paglia e fieno, e prive o quasi di fondamenta.
Sono definite localmente col termine dialettale pinciare ed è possibile osservarne alcune percorrendo l'itinerario (per trekking, mountain bike e cavallo) denominato Via delle Pinciare.

## Dialetto
La Val Vibrata rappresenta insieme al piceno, dal punto di vista linguistico quell'area di transizione tra i dialetti marchigiani e i dialetti abruzzesi. Nei comuni truentini della Valle, quindi quelli confinanti con la regione Marche, sono presenti dialetti di tipo aso-truentino, comunemente detti dialetti piceni. In questi dialetti l'influenza marchigiana è maggiore, anche a causa della notevole vicinanza con le principali città picene (Ascoli Piceno, San Benedetto del Tronto), tanto che in queste località, è presente un italiano regionale analogo a quello ascolano-sambenedettese, in maniera particolare tra le popolazioni più giovani. Nella restante parte del territorio vibratano sono parlati dialetti appartenenti all'area abruzzese adriatica o teramana. In questi comuni l'italiano regionale è più simile al teramano, pur differendo da esso in alcuni tratti. Le influenze marchigiane nei dialetti vibratiani permangono tuttavia nell'intera vallata. Ne è un esempio l'apocope dei finali di parola in -ne, -no e -ni (domà per "domani", cà per "cane"), fenomeno tipicamente marchigiano, presente anche nella Val Vibrata.

## Sport
Gli sport più praticati sono il beach soccer, karting, pallavolo, calcio e il resto degli sport da spiaggia.

### Karting
Il Karting nella Vibrata, negli ultimi anni è diventato meta di piloti da tutta italia.
Di arene ne è presente una sola, il Kartodromo Val Vibrata, che ospita, ed ha anche ospitato spesso nel tempo, il campionato italiano di questo sport. Il circuito va dagli 8 ai 10 metri, la lunghezza dell'asfalto conta 1050 metri. 10.000 metri sono riservati al paddock, la tribuna conta circa 500 postazioni a sedere.

### Sport di squadra

#### Calcio
Questo è l'elenco delle principali squadre di calcio della Valle:
- A.S.D. Alba Adriatica 1968 (rosso-verde), Eccellenza Abruzzese
- A.S.D. Nereto Calcio 1914 (rosso-blu), Eccellenza Abruzzese
- Santegidiese 1948 SSD ARL (giallo-rosso), Eccellenza Abruzzese
- A.S.D. Favale 1980 (bianco-rosso), Promozione Abruzzese
- A.S.D. New Club Villa Mattoni (rosso-blu), Promozione Abruzzese
- A.S.D. Atletico Lempa (bianco-rosso), Prima Categoria Abruzzese
- A.S.D. Sant'Omero Palmense (bianco-azzurro), Prima Categoria Abruzzese
- A.S.D. Santa Croce (bianco-blu), Prima Categoria Abruzzese
- A.S.D. Athletic Tortoreto 1966 (bianco-azzurro), Seconda Categoria Abruzzese
- A.S.D. Polisportiva Controguerra (rosso-verde), Seconda Categoria Abruzzese
- A.S.D. Corropoli Calcio (giallo-nero), Terza Categoria Abruzzese
- A.S.D. FT Martinsicuro Calcio (bianco-azzurro), Terza Categoria Abruzzese
- A.S.D. Martinsicuro 1964 (bianco-azzurro), Terza Categoria Abruzzese
- A.S.D. Football Club Nereto 1914 (rosso-blu), Terza Categoria Abruzzese
- A.S.D. Nuova Toranese Calcio (giallo-blu), Terza Categoria Abruzzese
- A.C. Sant'Egidio 89 (amaranto), Terza Categoria Abruzzese

#### Pallavolo
Questo è l'elenco delle principali squadra di pallavolo della Valle:
- Pallavolo Alba Adriatica
- Corropoli
- Polisportiva Colonnellese
- Supporter Volley Team Nereto
- Arcobaleno Volley
- Sant99
- Volley Torano
- Viva Volley Tortoreto

#### Basket
Questo è l'elenco delle principali squadre di pallacanestro della Valle:
- A.S.D. Alba Basket TE
- A.S.D. Pallacanestro Val Vibrata

## Infrastrutture e trasporti

### Il Corridoio Verde Adriatico
Il Corridoio Verde Adriatico in Val Vibrata nasce nel territorio di Martinsicuro e, attraversando anche Alba Adriatica, arriva fino al ponte ciclopedonale che unisce Tortoreto e Giulianova.
Spesso si restringe verso la spiaggia, al venire di pinete o parchi. Durante il percorso presenta diverse caratteristiche, ad esempio la suddivisione tra pista ciclabile e zona pedonale, l'unione di queste due, il cambiamento di suolo percorribile in bicicletta.

### Porti
- Porto di Martinsicuro

### Strade
- Autostrada A14
- Strada statale 16 Adriatica
- Strada statale 81 Piceno Aprutina
- Strada statale 259 Vibrata
- Strada provinciale 1 del Tronto
- Strada provinciale 7 di Torano
- Strada provinciale 8 del Fondovalle del Salinello
- Strada provinciale 10 di Cavatassi e Villa Maggi
- Strada provinciale 17 di Fonte a Collina
- Strada provinciale 53 della Montagna dei Fiori
- Strada provinciale 70 del Flaio

### Ferrovie
- Ferrovia Adriatica
  - Stazione di Alba Adriatica-Nereto-Controguerra
  - Stazione di Tortoreto Lido
  -  Stazione di Martinsicuro